# Јесења изложба УЛУС-а (2019)
Јесења изложба УЛУС-а (2019) одржала се у периоду од 16. децембра 2019. до 12. јануара 2020. године, у галеријском простору Удружења ликовних уметника Србије, односно у Уметничком павиљону "Цвијета Зузорић". Уредница каталога и кустос ове изложбе, била је Оливера Вукотић. Насловна страна каталога ове изложбе, представља репродуковану корицу каталога прве јесење изложбе УЛУС-а, из 1928. године.

## Уметнички савет УЛУС-а
- Биљана Вуковић
- Станко Зечевић
- Душан Микоњић
- Весна Милуновић
- Весна Ристовски
- Радомир Станчић
- Драган Цвеле Цветковић

## Излагачи
1. Дејан Аксентијевић
2. Јасмина Алексић
3. Марија Алексић
4. Веселин Бањевић
5. Јелена Бибић
6. Иван Блануша
7. Јелена Блечић
8. Наташа Будимлија Крстић
9. Габријела Булатовић
10. Љиљана Бурсаћ
11. Биљана Велиновић
12. Владимир Винкић
13. Јасна Вишњић
14. Слободан Врачар
15. Љубимир Вучинић
16. Ненад Вучковић
17. Сузана Вучковић
18. Шемса Гавранкапетановић
19. Мила Гвардиол
20. Михајло Герун
21. Ненад Глишић
22. Оливера Грбић
23. Снежана Гроздановић
24. Иван Грубанов
25. Марион Дедић
26. Драган Дејановић
27. Сретко Дивљан
28. Бранко Димић
29. Перица Донков
30. Томислав Ђокић
31. Јована Ђорђевић
32. Селма Ђулизаревић
33. Александар Ђурић
34. Коштана Ђурић
35. Стојан Ђурић
36. Маша Ђуричић Џуџевић
37. Миодраг Елезовић
38. Милица Жарковић
39. Тамара Ждерић
40. Славко Живановић
41. Теодора Заношкар
42. Ненад Зељић
43. Ивана Јакшић
44. Јелена Јашовић
45. Верица Јовановић Кнежевић
46. Драгана Јокић
47. Бранимир Карановић
48. Јелена Каришик
49. Миа Кешељ
50. Драгана Кнежевић
51. Драгослав Кнежевић Ћопа
52. Марија Кнежевић
53. Славенка Ковачевић Томић
54. Александра Кокотовић
55. Милош Костић
56. Зоран Кричка
57. Јадран Крнајски
58. Владислава Крстић
59. Јелена Крстић
60. Зоран Круљ
61. Радован Кузмановић
62. Драгана Купрешанин
63. Мирослав Лазовић
64. Љубомир Лацковић
65. Предраг Лојаница
66. Марија Лукић Пољански
67. Павле Максимовић
68. Милан Манић
69. Душан Марковић
70. Весна Марковић
71. Радивоје Марковић
72. Бранислав Марковић
73. Љиљана Мартиновић
74. Гриша Масникоса
75. Татјана Матић
76. Соња Маџаревић
77. Предраг Фердо Микалачки
78. Јона Миковић
79. Стојан Миланов
80. Владимир Милановић
81. Никола Милекић
82. Влатка Миленковић
83. Иван Миленковић
84. Влада Милинковић
85. Здрако Милинковић
86. Вукашин Миловић
87. Ана Милосављевић
88. Душан Миљуш
89. Стјепан Мимица
90. Јелена Минић Мрђен
91. Здравко Мирчета
92. Ненад Михаиловић
93. Давид Млађовић
94. Миодраг Млађовић
95. Даниела Морариу
96. Марина Накићеновић
97. Оливера Недељковић Карић
98. Татјана Николајевић Веселинов
99. Ненад Николић
100. Бранко Николов
101. Уна Новосел
102. Соња Огњеновић
103. Горан Остојић
104. Јулија Петровић
105. Бојан Оташевић
106. Катарина Павловић
107. Зоран Пантелић
108. Маша Пауновић
109. Јелица Пејдић
110. Миломирка Петровић Ђокић
111. Димитрије Пецић
112. Кристина Пирковић
113. Ивона Плескоња
114. Ивана Прлинчевић
115. Јулијана Протић
116. Љубица Радовић
117. Мина Радовић
118. Слободан Радојковић
119. Симонида Радоњић
120. Предраг Ракићевић
121. Мина Ракиџић
122. Бранко Раковић
123. Александар Рафајловић
124. Светлана Рибица
125. Миодраг Ристић
126. Михаило Ристић
127. Санда Ристовски
128. Јасмина Сарић
129. Ђурђа Сивачки
130. Сања Сремац
131. Миодраг Стајчић
132. Ивана Станисављевић Негић
133. Ненад Станковић
134. Милан Сташевић
135. Тијана Сташевић
136. Јелена Стевин
137. Добри Стојановић
138. Љиљана Стојановић
139. Слободан Дане Стојановић
140. Ратко Танкосић
141. Александар Тодић
142. Зорица Тодоровић
143. Мирјана Томашевић
144. Јелена Трајковић Попивода
145. Јелена Трпковић
146. Ервин Ћатовић
147. Драгиша Ђосић
148. Јелица Ћулафић
149. Радомир Усаиновић Калеа
150. Љубиша Филиповић
151. Тијана Фишић
152. Ивана Флегар
153. Сава Халугин
154. Ана Цвејић
155. Весна Цветић
156. Александар Цветковић
157. Драган Цветковић
158. Аљоша Цвјетићанин
159. Милица Црнобрња Вукадиновић
160. Зоран Чалија
161. Деспина Четник Црнчевић
162. Сузана Џелатовић
163. Милош Шарић
164. Милош Шобајић